# 火蠑螈
火蠑螈（學名：Salamandra salamandra），又名真螈、火螈，可能是歐洲最為著名的一種蠑螈。牠們呈黑色，有黃色斑點或斑紋。一些標本甚至是全黑或以黃色為主色，有時會有紅色及橙色的。牠們的壽命可以非常長，在德國的亞歷山大·柯尼希博物館就有一隻火蠑螈達50歲。火蠑螈在歐洲中古時期，在人們心中曾與煉金術、魔法有個糾葛不清的神秘關聯，以沙羅曼達之名著稱，因此在後來這個名稱被拉丁化作為蠑螈的學名。

## 生態
火蠑螈棲息在南歐及中歐的山區森林。牠們喜歡生活在落葉林，可以躲在枯葉下或樹幹內。牠們需要細小的清溪讓幼體成長。不論是在陸地或水中，火蠑螈都不起眼。牠們大部份時間都會躲藏在石頭、木或其他物件之下。
火蠑螈於晚上活動，而在雨季白天也很活躍。牠們吃多種昆蟲、蜘蛛、蚯蚓及蛞蝓，有時會吃細小的脊椎動物，如蠑螈及青蛙。牠們會以犁齒咬住或以舌頭的後部黏住獵物。火蠑螈可以長達20厘米。
火蠑螈得名可能是源自古老的故事：火蠑螈經常躲在樹幹的洞中，當人拿這些木來燒時，熱力將牠們從火中迫出來，彷彿牠們是從火中爬出來一樣。

## 繁殖
雄性及雌性火蠑螈非常相似，但到了繁殖期，雄螈的的生殖腺會漲大。當雄螈留意到對象時，就會阻塞其行走路線，以下顎磨擦雌螈示愛。接著雄螈會跟著雌螈，抓著雌螈交配。雄螈會排出精囊到地上，再將雌螈的泄殖腔接觸精囊。若成功，雌螈會吸入精子進行體內受精。當受精卵孵化時，雌螈會將幼螈排到水中。一些亞種的幼體會在母體繼續生長，直到完全變態後才出生。

## 毒性

蝾螈碱生物碱的化學結構。

當火蠑螈被掠食者抓住時，就會主動保護自己。除了會擺出對抗的姿勢外，牠們的皮膚也會分泌高毒性的毒素，例如神經毒素蝾螈碱。這種生物鹼會造成嚴重的肌肉痙攣、高血壓及換氣過度。火蠑螈的毒腺集中於身體的某些位置，尤其是在頭部及背部的皮膚表面。皮膚上的斑紋很多時就是這些毒腺所在。大部份分泌物可以有效抵抗細菌及真菌的感染，而有些分泌物則會對人命構成危險(会失明)。

## 分佈
火蠑螈分佈在南歐及中歐。牠們生活在海拔400-1000米的地方。除了德國北部低至海拔25米外，其他較低的地方很少會見到牠們。在巴爾幹半島或西班牙，牠們可以生活在較高的海拔。

## 亞種
火蠑螈已知有幾個亞種。當中最特別的對稱紋亞種（S. s. fastuosa）及（bernadezi）是唯一胎生的亞種，其他的都是卵胎生的。

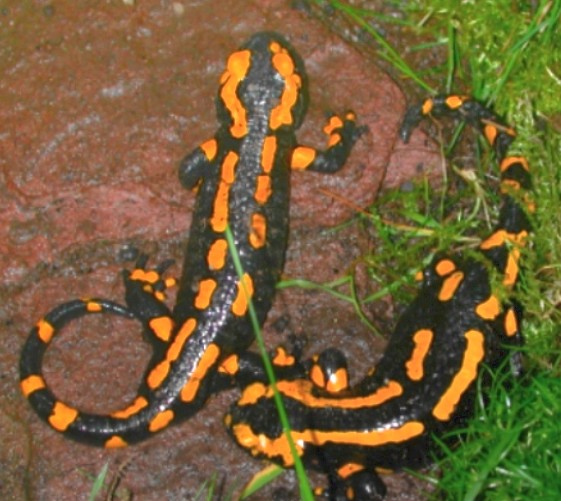
呈橙色的火蠑螈。

- S. s. alfredschmidti
- 西班牙亞種（S. s. almanzoris）
- 貝哈爾亞種（S. s. bejarae）
- S. s. bernardezi
- S. s. beschkovi
- S. s. crespoi
- 對稱紋亞種（S. s. fastuosa）
- 西南歐亞種（S. s. gallaica）
- 義大利亞種（S. s. gigliolii）
- 大斑亞種（S. s. infraimmaculata）
- S. s. longirostris - Los Barrios Fire Salamander
- S. s. morenica
- 指名亞種（S. s. salamandra）
- 西亞亞種（S. s. semenovi）
- 西歐亞種（S. s. terrestris）
- S. s. Werneri

## 外部連結
- Amphibian Species of the World
- Caudata.org （页面存档备份，存于）